# Țîmbalove, Hadeaci
Țîmbalove (în ucraineană Цимбалове) este un sat în comuna Rîmarivka din raionul Hadeaci, regiunea Poltava, Ucraina.

## Demografie
Componența lingvistică a localității Țîmbalove
     Ucraineană (100%)
Conform recensământului din 2001, toată populația localității Țîmbalove era vorbitoare de ucraineană (100%).